# Prinses Margrietkanaal
Het Prinses Margrietkanaal is een scheepvaartkanaal in de provincie Friesland en onderdeel van de Hoofdvaarweg Lemmer-Delfzijl. 

## Geschiedenis
Met de aanleg van het kanaal is begonnen in de jaren dertig van de twintigste eeuw. Het Friese deel daarvan is in 1955 vernoemd naar Prinses Margriet, het Groningse deel heet sinds 1938 Van Starkenborghkanaal. De laatste gedeelten van het Prinses Margrietkanaal zijn pas na de Tweede Wereldoorlog nieuw gegraven, onder andere het gedeelte van Grouw (Pikmeer) tot Oude Schouw. In 1951 is het Friese gedeelte van de verbinding Lemmer - Groningen opengesteld. Delen van het kanaal hebben onder de overkoepelende naam Prinses Margrietkanaal ook de historische namen behouden zoals Knillisdjip of Kolonelsdiep, Nije Wjittering en Krûme Ie.

## Tracé
Het kanaal begint 2 km ten westen van Lemmer aan het IJsselmeer bij de Prinses Margrietsluis. Na ongeveer 2 km komt het uit in het meer de Groote Brekken waar aan de noordoostzijde de Follegasloot richting het Tjeukemeer begint. Daarna loopt het kanaal langs brug Spannenburg naar het Koevordermeer. Daarna volgt aan de westzijde het zijkanaal Jeltesloot. Vandaar loopt het kanaal verder over de Prinses Margriettunnel in de A7 bij Uitwellingerga naar het Sneekermeer. Aan de overzijde van het meer vervolgt het kanaal zijn route door de Terhornstersluis bij Terhorne. Bij Oude Schouw kruist het de Boorne en verder over het Akwadukt Mid-Fryslân in de A32. Daarna langs Grouw door het Pikmeer en vanaf daar ten noorden langs het Nationaal Park De Oude Venen. Voor Bergum langs de Wijde Ee en na het dorp door het Bergumermeer. Vanaf daar loopt het langs Kootstertille en Gerkesklooster naar de Groningse grens bij Stroobos en gaat verder als Van Starkenborghkanaal.

## Kunst
In 2007 zijn aan beide kanten van de Prinses Margriettunnel bij Uitwellingerga in het beton dichtregels aangebracht door kunstenaar Jacques Peeters in het kader van kunstproject Woordenstroom.

## Reconstructie vaarroute Lemmer-Delfzijl
Rijkswaterstaat werkt aan de aanpassing van de Hoofdvaarweg Lemmer-Delfzijl. De vaarroute loopt via het Prinses Margrietkanaal naar het Van Starkenborghkanaal en eindigt in het Eemskanaal. Dit traject is een van de drukste en belangrijkste van Nederland. Het vervoer van goederen via deze route blijft groeien en ook de pleziervaart neemt toe. Om deze groei op te vangen en de doorstroming van de scheepvaart te bevorderen en veilig te houden, wordt de vaarweg verbreed en verdiept. Als eerste wordt de vaarweg verruimd, zodat deze straks geschikt is voor de grootste schepen, klasse Va. Verder wordt een deel van de oevers aangepast en een aantal bruggen wordt vervangen. 
In 2011 werd bekend dat het het kanaal in eigendom, beheer en onderhoud door de provincies Friesland en Groningen aan Rijkswaterstaat zal worden overgedragen.

## Oeververbindingen
Van Lemmer tot de grens met Groningen zijn er de volgende oeververbindingen:
| Km.: | Naam:                     | Soort:                                       | Traject:                                                     | Afbeelding: |
| ---- | ------------------------- | -------------------------------------------- | ------------------------------------------------------------ | ----------- |
| 92,0 | Prinses Margrietsluis     | verkeersbrug (basculebrug/liggerbrug)        | Leeuwarden - Lemmer (Plattedijk)                             |             |
| 84,1 | Spannenburg               | verkeersbrug (basculebrug/liggerbrug)        | Sneek - Oosterzee (Strjitwei)                                |             |
| 73,7 | Prinses Margriettunnel    | verkeerstunnel                               | Zaandam - Groningen                                          |             |
| 73,6 | Uitwellingerga            | verkeersbrug (basculebrug/liggerbrug)        | Sneek - Joure (Nije Dyk)                                     |             |
| 70,0 | Pont Kolmeersland         | veerpont (juni - september)                  | Sneek - Kolmeersland (Starteiland)                           |             |
| 66,6 | Zonnepont Fietsa Versa    | fiets- envoetveer (1 april - 15 oktober)     | Terherne - Jachthaven de Sneekerhof                          |             |
| 63,3 | Aldskou                   | verkeersbrug (basculebrug/liggerbrug)        | Irnsum - Akkrum (Oudeschouw)                                 |             |
| 61,2 | Spoorbrug Grou            | spoorbrug (draaibrug)                        | Arnhem - Leeuwarden                                          |             |
| 61,2 | Akwadukt Mid-Fryslân      | aquaduct                                     | Meppel - Leeuwarden                                          |             |
| 58,3 | Veerpont de Burd          | veerpont                                     | Grou - De Burd                                               |             |
| 51,7 | Zonnepont De Oerhaal      | fiets- en voetveer (23 april - 25 september) | Wartena - Eernewoude                                         |             |
| 49,0 | Fonejachtbrug             | verkeersbrug (basculebrug/liggerbrug)        | Leeuwarden - Drachten (Waldwei) Wartena - Garijp (Stûkenwei) |             |
| 48,0 | Zonnepont Schalkediep     | fiets- en voetveer (1 april - 30 september)  | Suawoude - Garijp                                            |             |
| 44,6 | Hendrik Bulthuis Akwadukt | aquaduct                                     | Nijega - Holwerd                                             |             |
| 44,1 | Burgumerdaam              | verkeersbrug (basculebrug/liggerbrug)        | Sumar - Burgum (Van Harinxmaweg)                             |             |
| 38,4 | Skûlenboarch              | verkeersbrug (draaibrug)                     | Eestrum - Eastermar (Skulenboargerwei)                       |             |
| 36,3 | Kootstertille             | verkeersbrug (ophaalbrug)                    | Drachten - Twijzel                                           |             |
| 30,4 | Blauwverlaat              | verkeersbrug (liggerbrug/basculebrug)        | Frieschepalen - Buitenpost (Uterwei)                         |             |
| 27,5 | Stroobos                  | verkeersbrug (draaibrug)                     | Gerkesklooster - Stroobos (Miedweg)                          |             |

## Afbeeldingen

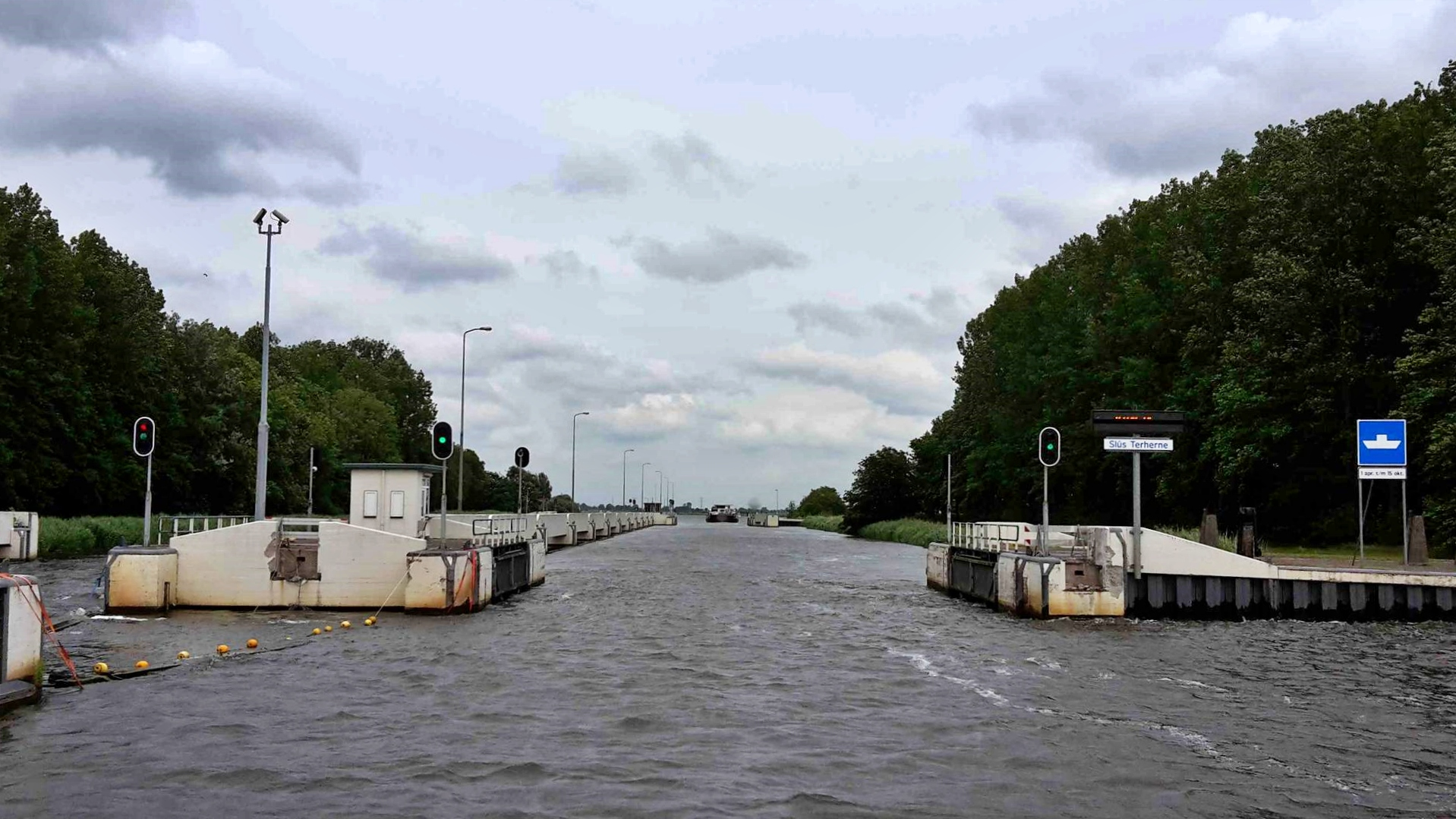
Terhornstersluis.
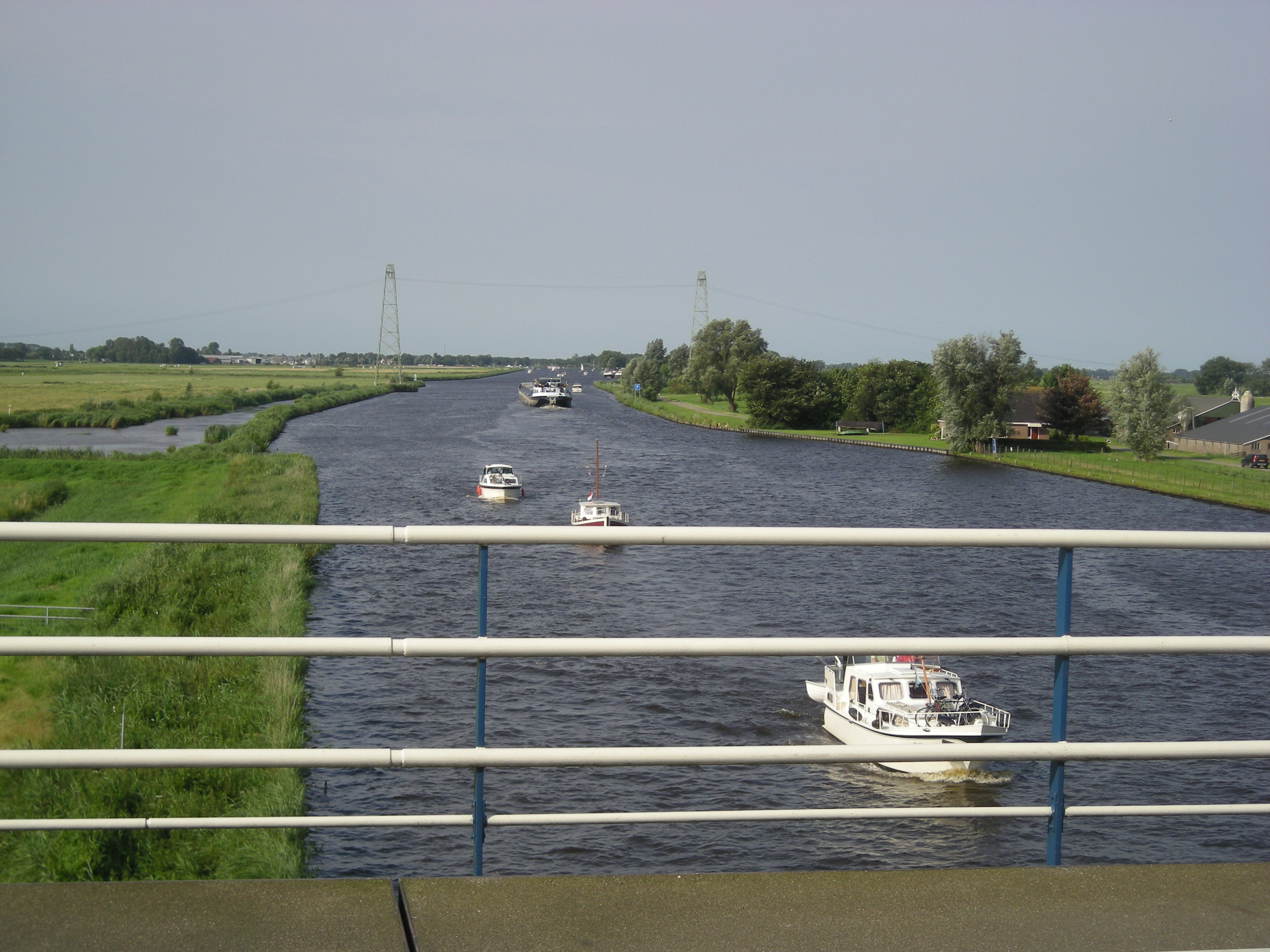
Brug bij Oude Schouw, westelijke richting.
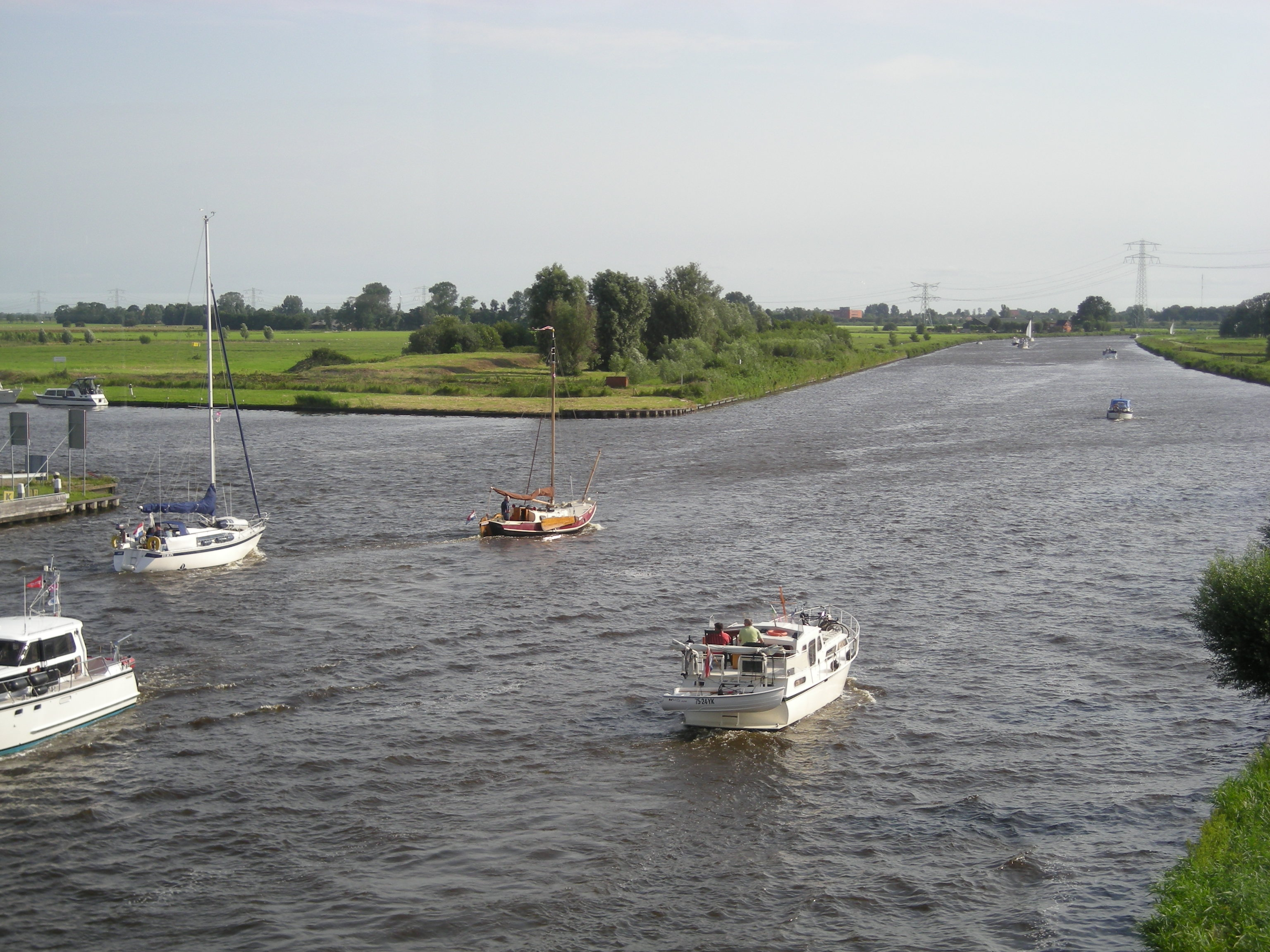
Oude Schouw, kruising met de Boorne.
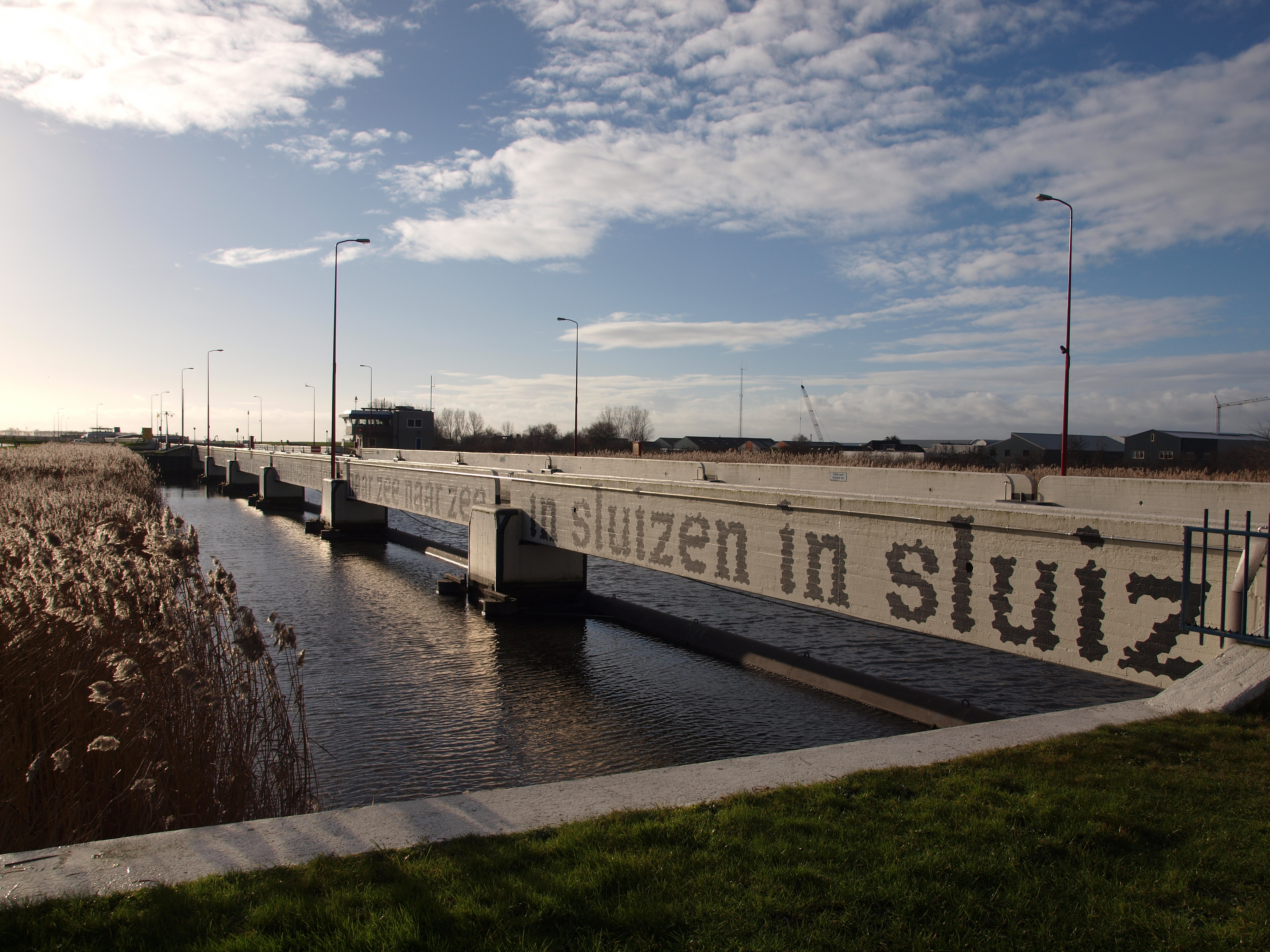
Prinses Margriet Sluizen bij Lemmer
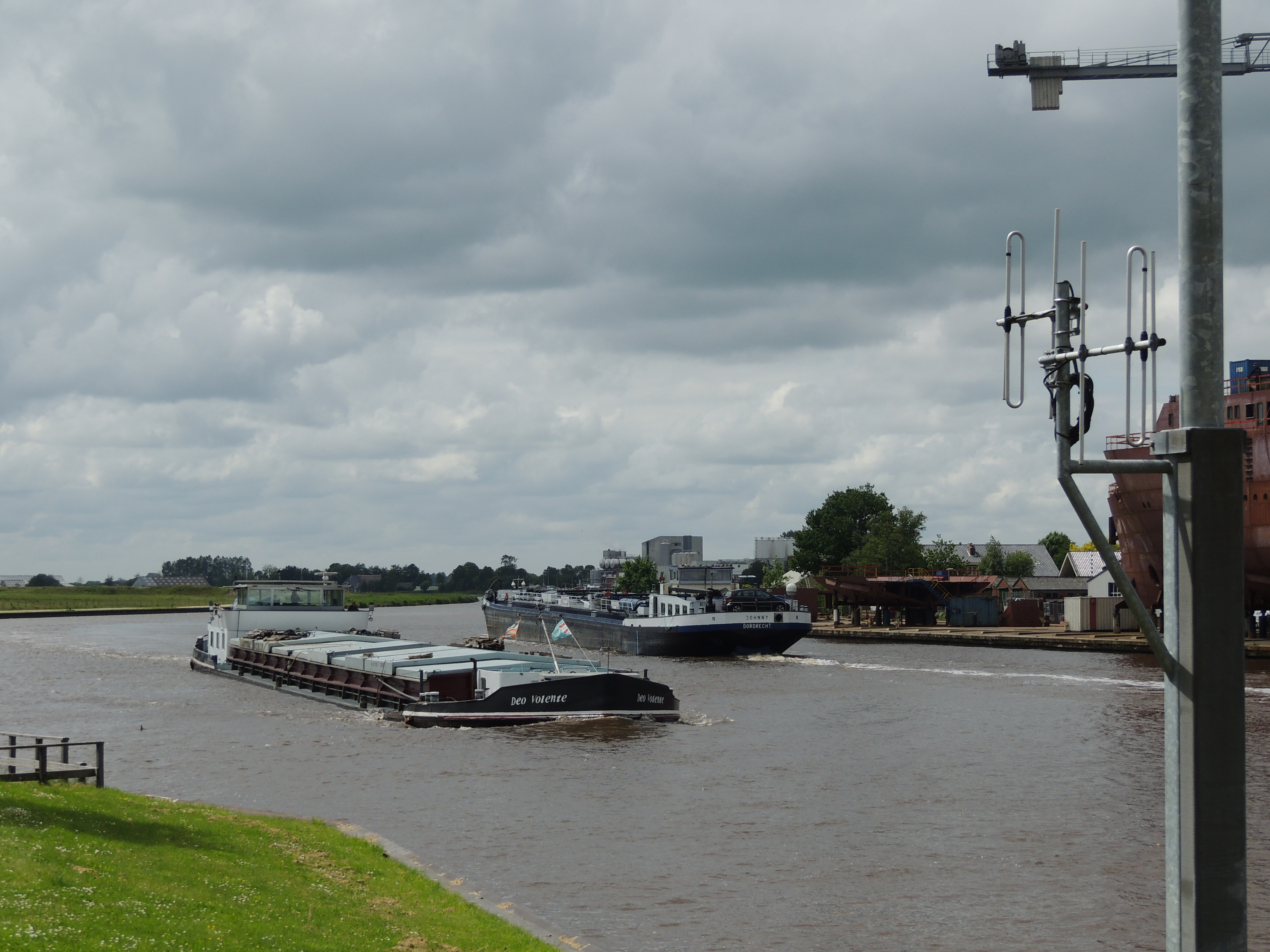
Stroobos